# Championnats du monde de VTT
Pour un article plus général, voir Championnat du monde de cyclisme.
Les championnats du monde de VTT, officiellement Championnats du Monde Mountain Bike UCI et en anglais UCI Mountain Bike World Championships, se déroulent chaque année depuis 1990 et concernent les deux principales disciplines du VTT à savoir le VTT cross-country et la descente. Organisée par l'Union cycliste internationale, la première édition s'est déroulée à Durango dans le Colorado aux États-Unis.
Les mondiaux 2023 sont organisés dans le cadre des premiers championnats du monde de cyclisme UCI à Glasgow, qui rassemblent tous les quatre ans treize championnats du monde de cyclisme dans différentes disciplines cyclistes.

## Évolution du nom
- 1990-1999 : Championnats du monde de VTT
- 2000-2016 : Championnats du monde de VTT et de trial
- 2017- : Championnats du monde de VTT

## Évolution du programme
- 1990 : 1re des championnats du monde de VTT avec le cross-country (olympique) et le VTT de descente
- 1999 : apparition du relais par équipes en cross-country
- 2000 : apparition des épreuves de trial
- 2000 : apparition du dual slalom (jusqu'en 2001 inclus)
- 2002 : apparition du four cross (remplace le dual slalom)
- 2003 : apparition du VTT-Marathon (discipline séparée des autres disciplines)
- 2012 : apparition du cross-country éliminatoire
- 2014 : le four cross est séparé des autres disciplines
- 2016 : les épreuves de cross-country et cross-country éliminatoire sont organisés séparément des autres
- 2017 : le trial quitte les championnats de VTT pour les championnats du monde de cyclisme urbain
- 2017 : le cross-country éliminatoire quitte les championnats de VTT pour les championnats du monde de cyclisme urbain
- 2019 : apparition du cross-country à assistance électrique
- 2021 : apparition du cross-country short track
- 2022 : le four-cross est supprimé du programme
- 2023 : les épreuves font partie des championnats du monde de cyclisme UCI 2023
- 2024 : apparition des épreuves de Mountain Bike Enduro et Mountain Bike E-Enduro à Val di Fassa (Italie)
- 2025 : pour la première fois de l'histoire du VTT, les mondiaux regroupent pendant deux semaines de compétition les sept disciplines dans une seule région hôte[2]

## Championnats

### Championnats actuels
- Championnats du monde de VTT cross-country (XC)
  - Cross-country olympique (XCO)
  - Cross-country à assistance électrique (E-MTB)
  - Cross-country short track (XCC)
  - Cross-country en relais (XCR)
- Championnats du monde de VTT de descente (DHI)
- Championnats du monde de VTT marathon (XCM), organisés séparément depuis 2005.
- Championnats du monde de cross-country éliminatoire (XCE), organisés séparément depuis 2016 au sein des championnats du monde de cyclisme urbain.
- Championnats du monde de vélo trial, organisés séparément depuis 2016 au sein des championnats du monde de cyclisme urbain.
- Championnats du monde de VTT enduro (EDR) et Championnats du monde de VTT E-Enduro (E-EDR), organisés séparément depuis 2024.

### Championnats disparus
- Championnats du monde de dual slalom (2000-2001)
- Championnats du monde de four cross (2002-2021)